# Hala „Energia”
Hala „Energia” im. Edwarda Najgebauera – hala widowiskowo-sportowa w Bełchatowie przy ul. Dąbrowskiego 11.
Od 14 sierpnia 2006 domowe mecze rozgrywa w niej Skra Bełchatów. Obiekt ma 4610 m² powierzchni użytkowej i kubaturę 48 114 m³. Trybuny posiadają 2277 miejsc siedzących.
Hala jest połączona z budynkiem Szkoły Podstawowej nr 1 w Bełchatowie. Otrzymała certyfikat CEV, który uprawnia do rozgrywania meczów siatkarskiej Ligi Mistrzów. Boisko hali jest podzielone na trzy sektory, przez co niezależnie mogą na nim przebywać uczniowie szkoły i trenujący siatkarze Skry. Zamontowane jest tam wysokiej klasy nagłośnienie oraz klimatyzacja. W obiekcie organizowane są również imprezy okolicznościowe, wystawy, czy koncerty. Tuż obok hali wybudowano boiska do piłki ręcznej i siatkówki oraz bieżnię lekkoatletyczną. Nieopodal zlokalizowany jest stadion GKS Bełchatów.
2 lipca 2007 w budynku Hali Energia zostały oddane do użytku do dwie sztuczne ścianki wspinaczkowe.